# 1974 w sztukach plastycznych
Wydarzenia w sztukach plastycznych i wizualnych w 1974 roku.

## Wydarzenia
- Odbyły się XII Międzynarodowe Spotkania Artystów, Naukowców i Teoretyków Sztuki w Osiekach.

## Malarstwo
- Jerzy Duda Gracz[1][2]

"Wełnowiecka wenus";
"Dwa pokolenia"
"Witaj córeczko" obraz nr 187, 55 x 55 cm, olej, kolekcja rodzinna;
"Autoportret podług Caravaggia" obraz nr 197, 41,3cm x 41,5 cm, olej, wł. Muzeum Sztuki w Łodzi
- Tomasz Ciecierski

Zamalowywanie – olej na płótnie, 108x140 cm, w kolekcji MOCAK
- Edward Dwurnik

Z cyklu "Obrazy duże"
Narada produkcyjna – olej i akryl na płótnie, 261x450 cm
Przystanek autobusowy – olej i akryl na płótnie, 277x457 cm
- Richard Estes

Supreme Hardware
- Hans Rudolf Giger

Krajobraz XXVIII – akryl na papierze/drewnie, 70x100 cm
Li II – akryl na papierze/drewnie, 200x140 cm
Biomechanoid III – akryl na papierze, 134x103 cm
- Roy Lichtenstein

Pracownia artysty, "Taniec" (ang. Artist's Studio, the "Dance") – olej i farba na płótnie, 243,7x325 cm
- Antoni Tàpies

Schody
- Victor Vasarely

Pal-Ket (1973-74)

## Plakat
- Jan Młodożeniec

plakat do filmu Szantażyści – format A1
reklama sklepów Cepelia – format B1
- Franciszek Starowieyski

plakat do filmu Kraksa – format A1
plakat do filmu Nieuchwytny morderca – format A1
plakat do sztuki teatralnej Taniec śmierci – format A1

## Fotografia
- Jiří Valoch

Observing the landscape – siedem fotomontaży czarno-białych, każdy o wymiarze 18x13 cm, w kolekcji MOCAK

## Rzeźba
- Magdalena Abakanowicz

Zespół Czarnych Form Organicznych
- Władysław Hasior

Wyszywanie charakteru – asamblaż
Rozstrzelanym Zakładnikom – Nowy Sącz

## Instalacja
- Nam June Paik

TV Buddha – rzeźba z brązu i wideo
Tv Garden – wideoinstalacja, rośliny, monitory, dźwięk

## Nagrody
- World Press Photo – Orlando Lagos[23]
- Nagroda im. Jana Cybisa – Krzysztof Bucki
- Międzynarodowe Biennale Plakatu[24]

Złoty medal w kategorii plakatów ideowych – Edward Drobicki
Złoty medal w kategorii plakatów reklamowych – Tadanori Yokoo
Złoty medal w kategorii "Woda elementem życia" – Dietrich Schade, Jürgen Stock
Złoty medal w kategorii "Habitat" – Jean Robert

## Urodzeni
- Aneta Grzeszykowska – polska artystka multimedialna
- Michał Kaczyński – polski krytyk sztuki, kurator
- Aleksandra Polisiewicz (Aleka Polis) – polska artystka i performerka

## Zmarli
- 3 marca – Adolph Gottlieb (ur. 1903), amerykański malarz
- 5 kwietnia – A.Y. Jackson (ur. 1882), kanadyjski malarz